# 김도희
김도희(金道喜, 1783년 ~ 1860년)는 조선 후기의 문신이며, 철종 때 좌의정을 지냈다. 본관은 경주(慶州)이다. 자는 사경(士經), 호는 주하(柱下), 시호는 효헌(孝憲)이다.

## 생애
1813년(순조 13) 증광 문과에 병과로 급제했다. 별검춘추, 응교에 이어 성균관대사성을 지내고 이조참의, 이조참판, 경기도관찰사를 거쳐 형조판서, 경상도관찰사, 한성부판윤, 사헌부대사헌, 이조판서와 제조를 거쳐 우의정, 좌의정까지 하고 판부사로 치사한다.